# Jetström

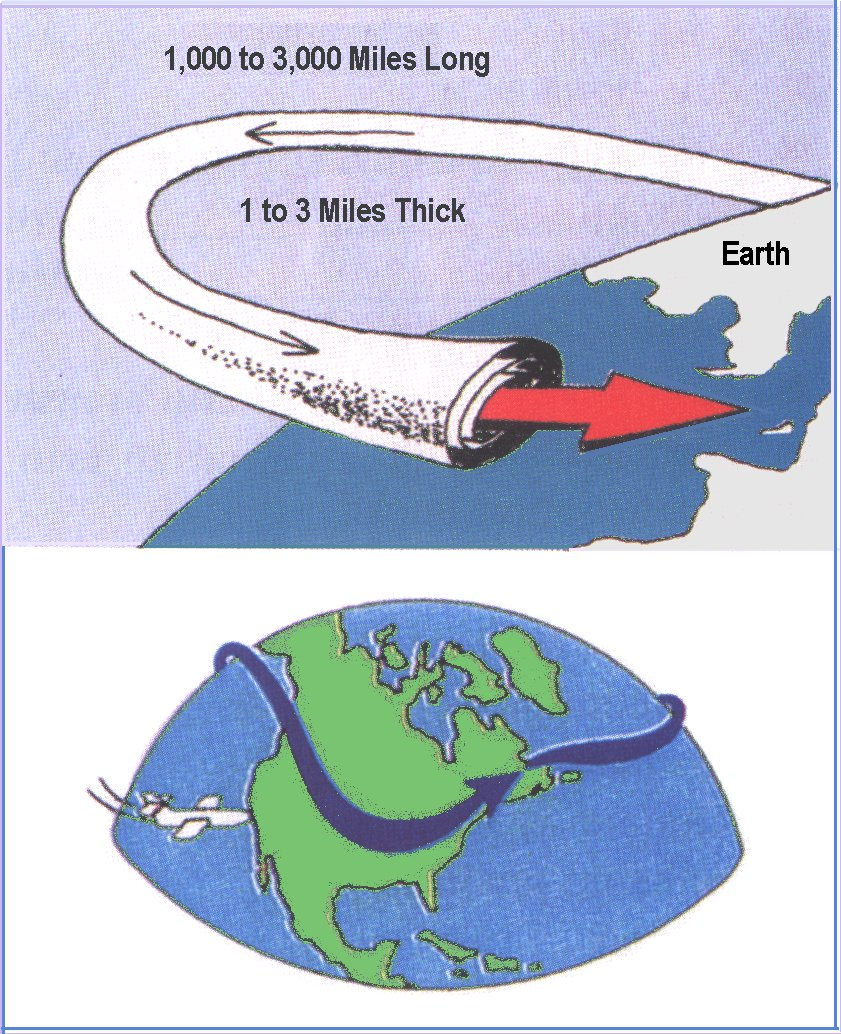
De stora jetströmmarna flödar på hög höjd från väst till öst i meanderlika vågor.
Illustration: USCFC. (PD)

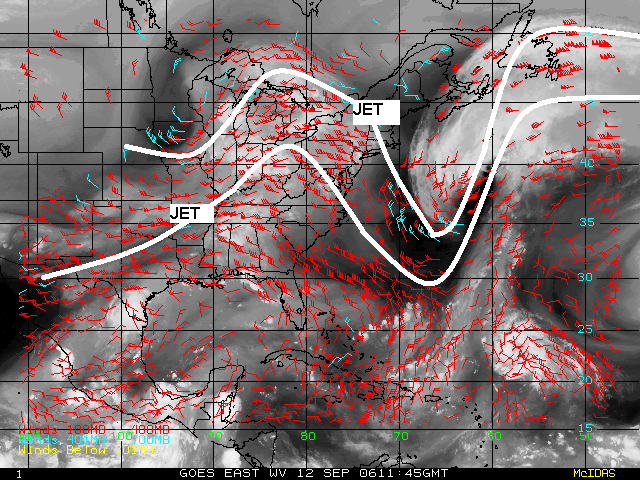
Jetströmmar över Förenta staterna och Sargassohavet den 12 september 2006.
Bild: NOAA. (PD)

En jetström är en kraftig, relativt smal luftström i atmosfären på omkring elva kilometers höjd strax under tropopausen. De bildas på gränsen mellan angränsande luftmassor med betydande temperaturskillnader, som mellan polarregionerna och den varmare luften kring ekvatorn. Vid sällsynta tillfällen är jetströmmen synlig från marken, den kan ses som en cirka 10 km bred kondensstrimma som sträcker sig över himlen i väst-östlig riktning. 
De kraftigaste jetströmmarna flödar från väst till öst på både norra och södra halvklotet. Strömmarna följer ett meanderliknande mönster och meanderslingorna fortplantar sig österut i betydligt lägre hastighet än själva vindarna i strömmen. Teorin om Rossbyvågorna utgör den idag accepterade förklaringen till detta rörelsemönster och dessa vågor rör sig västerut liksom det flöde de är associerade med. 
Vindhastigheten i jetströmmarna varierar med temperaturgradient. I genomsnitt är hastigheten 55–120 km/h vintertid men hastigheter på upp till 400 km/h har uppmätts. För att kallas en jetström krävs att en vind uppnår minst 90 km/h.

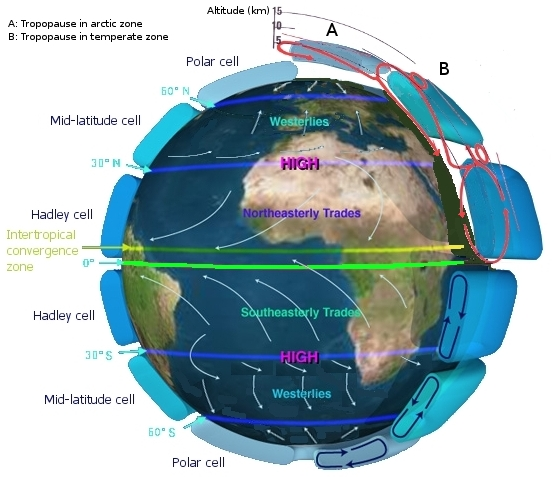
Förenklad, schematisk illustration som visar den globala cirkulationen i jordens atmosfär. Jetströmmarna (blå linjer) blåser mellan cirkulationscellerna som här felaktigt återgivits som likvärdiga.
Illustration: NASA. (PD)

Det finns två större polarjetströmmar vid polerna, en på vardera halvklot, och två mindre subtropiska närmare ekvatorn. På norra halvklotet ligger polarjetströmmarna vanligen mellan latituderna 30 och 70°N och de subtropiska jetströmmarna mellan latituderna 20 och 50°N.

## Polarfrontjetströmmen
Beroende på den övergripande väderlekssituationen rör sig polarfrontjetströmmen (PFJ) mellan 40 och 60°N latitud i lufttrycksspektrumet 250–350-hPa-isobar där polarfronten ofta sträcker sig ned till marken. I jetströmmens centrum uppnås hastigheter på 200–500 km/h, med ett absolut maximum registrerat i Japan 1970 på 650 km/h, vilket gör polarfrontsjetströmmen till den kraftigaste jetströmmen. Då dess bana är rak kan den ha relativt stor betydelse för vädret även i Europa. Mötet mellan kall polarluft och varmare luftmassor resulterar i en relativt stor temperaturgradient vilket gör att polarfrontjetströmmen blåser året om. Luftströmmens maximum inträffar vintertid då temperaturskillnaden är som störst. Dynamiken i jordens atmosfär gör att polarfrontjetströmmen bara kan uppnå en förhållandevis begränsad längd på några tusen kilometer.

## Subtropiska jetströmmen
Den subtropiska jetströmmen (STJ) rör sig kring vändkretsarna, det vill säga mellan 20 och 30°N latitud i spektrumet 150–200-hPa-isobar. Den skapas ovanför subtropiska högtrycksbältet i Hadleycellens övre skikt och härstammar från antipassaden. Den subtropiska jetströmmen är svagare än polarfrontjetströmmen och bildas ofta bara under vintermånaderna. Jämfört med den tidigare är den subtropiska jetströmmen stabilare både i position och intensitet och sträcker sig ofta runt hela jordklotet. Liksom polarfrontjetströmmen är den subtropiska jetströmmen knuten till en kraftig horisontell temperaturgradient, den subtropiska fronten, som dock inte sträcker sig ända ned till marken. 

## Andra jetströmmar
Även andra luftströmmar kallas ibland jetströmmar, till exempel tropiska östliga jetströmmen (TEJ) som sträcker sig från Tibetanska högplatån till den intertropiska konvergenszonen (ITC). Den blåser västerut och har stor betydelse för vädret i Nordafrika. Den är som starkast under den indiska sommarmonsunen. 
Andra luftströmmar som kallas för "jet" blåser på låg höjd (low altitude jets) och associeras med orkaner eller uppträder nattetid (nocturnal jets). Dessutom tillkommer stratosfäriska och mesosfäriska jetströmmar.